# Holly Williams
Holly Williams, née le 12 mars 1981 à Nashville, est une chanteuse et compositrice américaine.

## Biographie
Holly Williams est la petite-fille de Hank Williams et la fille de Hank Williams Jr.. Hank Williams III est son demi-frère.
La jeune femme épouse le batteur Chris Coleman, le 27 septembre 2009 à Nashville. Ensemble ils ont trois enfants : deux filles nées en 2014 et 2016, et un garçon né en 2017.

## Discographie
- 2004 : The Ones We Never Knew
- 2009 : Here With Me
- 2013 : The Highway